# Thron (Schwarzenbach am Wald)
Thron ist ein Gemeindeteil der Stadt Schwarzenbach am Wald im Landkreis Hof (Oberfranken, Bayern). Thron liegt in der Gemarkung Döbra.

## Geografie
Das von der Landwirtschaft geprägte Dorf am Westrand der Quellmulde des Thronbaches, von dessen Bezeichnung der Ortsname herrührt. Hauptsächlich am westlichen Ortsrand gibt es einige Fischweiher, die der Teichwirtschaft dienen. Der Ort wird im Westen von der Staatsstraße 2194 tangiert, die nach Döbra (1 km nördlich) bzw. nach Pillmersreuth verläuft (1,3 km südlich). Eine Gemeindeverbindungsstraße führt nach Haidengrün (2,6 km nordöstlich). Im Westen jenseits der St 2194 auf dem Lerchenhügel gibt es einen ehemaligen Steinbruch, der als Geotop ausgezeichnet ist.

## Geschichte
Thron wurde vermutlich zu Zeiten des fränkischen Adelsgeschlechts der Radecker gegründet, deren einst bedeutsame Rolle in der Region von dem drei Kilometer südwestlich gelegenen Burgstall Radeck bezeugt wird. Die Ortsgründung fiel wohl in die Phase der dritten fränkischen Siedlungsperiode, also der Zeit vom Ende des 10. bis zum 13. Jahrhundert. Die erste urkundliche Erwähnung war im Jahr 1409, als der Ort als Wüstung bezeichnet wurde. In späteren Zeiten lag das Dorf an der Grenze zwischen dem Hochstift Bamberg und dem seit der Reformation protestantisch geprägten Markgraftum Brandenburg-Kulmbach/Bayreuth. Als Konfliktherd in diesem Kontext entwickelte sich das sogenannte „Katholische Haus“ im Dorf, das 1609 von einem bischöflich-bambergischen Forstbediensteten bewohnt wurde. Die daraus resultierenden Streitigkeiten zwischen den Geistlichen im markgräflichen Schauenstein und denen im bischöflichen Enchenreuth zogen bis zum Ende des 18. Jahrhunderts hin.
Thron gehörte zur Realgemeinde Döbra. Gegen Ende des 18. Jahrhunderts bestand Thron aus elf Anwesen. Die Hochgerichtsbarkeit hatte das bambergische Centamt Enchenreuth. Grundherren waren die Gemeinde (1 Tropfhaus) und das bambergische Kastenamt Stadtsteinach (1 Hof, 6 Halbhöfe, 1 Söldengütlein, 2 Tropfhäuser).
Von 1802 bis 1810 unterstand Thron dem Justiz- und Kammeramt Naila. Infolge des Ersten Gemeindeedikts wurde Thron dem 1812 gebildeten Steuerdistrikt Döbra und der zugleich entstandenen Ruralgemeinde Döbra zugewiesen. Im Zuge der Gebietsreform in Bayern wurde Thron am 1. Mai 1978  nach Schwarzenbach eingegliedert.

### Baudenkmäler
- Haus Nr. 7: Wohnstallhaus[10]
- Grenzstein[10]

ehemaliges Baudenkmal
- Haus Nr. 9: Zweigeschossiges Wohnstallhaus mit Satteldach, frühes 19. Jahrhundert; Erdgeschoss verputzt massiv, Obergeschoss Fachwerk mit Lehmziegelausfachung, traufseitig verputzt, Giebel verschiefert; Wohnungstür mit profilierter, geohrter Rahmung und Scheitelstein.[11]

### Einwohnerentwicklung
| Jahr      | 1819  | 1861   | 1871   | 1885   | 1900   | 1925   | 1950   | 1961   | 1970   | 1987   | 2020  |
| Einwohner | 60    | 92     | 91     | 80     | 64     | 62     | 62     | 58     | 47     | 43     | 37    |
| Häuser    |       |        |        | 11     | 11     | 12     | 11     | 12     |        | 17     |       |
| Quelle    | [ 8 ] | [ 13 ] | [ 14 ] | [ 15 ] | [ 16 ] | [ 17 ] | [ 18 ] | [ 19 ] | [ 20 ] | [ 21 ] | [ 1 ] |

## Religion
Thron ist seit der Reformation evangelisch-lutherisch geprägt und gehört zur Kirchengemeinde St. Bartholomäus (Döbra), die im 19. Jahrhundert zur Pfarrei erhoben wurde.